# Ati–Zingerova indeksna teorema
U diferencijalnoj geometriji, Ati–Zingerova indeksna teorema navodi da je za eliptčki diferencijal operator na kompaktnoj mnogostrukosti, analitički indeks (vezan za dimenziju prostora rešenja) jednak topološkom indeksu (definisanom u smislu topoloških podataka). Njime su obuhvaćene mnoge druge teoreme, poput teoreme Čern–Gaus–Boneta i teoreme Riman–Roča, kao posebnih slučajeva i ima primene u teorijskoj fizici.

## Istorija
Izrael Gelfand je postulirao indeksni problem za eliptične diferencijalne operatore. On je uočio homotopnu invarijansu indeksa, i zatražio formulu za njeno izražavanje pomoću topoloških invarijanti. Neki od motivirajućih primera obuhvaćali su teoremu Riman-Roča i njenu generalizaciju teoremu Hirzebruč-Riman-Roča i Hirzebručovu teoremu potpisa. Fridrih Hirzebruč i Armand Borel su dokazali integralnost Â vrste spinske mnogostukosti, a Ati je sugerisao da se ovaj integritet može objasniti ako on predstavlja indeks Dirakovog operatora (koji su ponovo otkrili Ati i Zinger 1961. godine).
Ati–Zingerovu teoremu su objavili Ati i Zinger. Oni nisu objavili dokaze skicirane u ovoj najavi, iako se dokazi pojavljuju u knjizi objavljenoj par godina kasnije. Dokazi su takođe predstavljeni na naučnom skupu „Séminaire Cartan-Schwartz 1963/64” koji je održan u Parizu istovremeno sa seminarom koji je na Univerzitetu Prinston vodio Ričard Palais. Ati je održao poslednje predavanje u Parizu o mnogostrukostima sa granicama. Njihov prvi objavljeni dokaz je zamenio teoriju kobordizma prvog dokaza sa K-teorijom, i oni su to koristili za dokaz raznih generalizacija u naknadnim radovima.
- 1965: Sergej P. Novikov[8] je objavio svoje rezultate o topološkoj invarijansi racionalnih Pontrjaginovih klasa na glatnim mnogostrukostima.
- 1969: Rezultati Robina Kirbija i Lorenta Sibermana[9] u kombinaciji sa Rene Tomovom publikacijom [10] dokazali su postojanje racionalnih Pontrjaginovih klasa na topološkim mnogostrukostima. Racionalne Pontrjaginove klase su esencijalni sastojci indeksne teoreme na glatkim i topološkim mnogostrukostima.
- 1969: Mičel Ati je definisao apstraktne eliptične operatore na proizvoljnim metričkim prostorima.[11] Apstraktni eliptični operatori su postali protagonisti u Kasparovoj teoriji i Konesovoj nekomutativnoj diferencijalnoj geometriji.
- 1971: Isador Zinger je predložio sveobuhvatni program za buduća proširenja indeksne teorije.[12]
- 1972: Genadi Kasparov je objavio svoj rad o realizaciji K-homologije pomoću apstraktnih eliptičkih operatora.[13]
- 1973: Ati, Bot i Raoul su dali novi dokaz indeksne teoreme koristeći jednačinu toplote,[14] opisan u Melrozovoj knjizi.[15]
- 1977: Salivan je uspostavio svoju teoremu o postojanju i jedinstvenosti Lipšicovih i kvazikonformalnih struktura na topološkim mnogostrukostima s dimenzijama različitim od 4.[16]
- 1983: Gecler[17] je motivisan idejama Vitena[18] i Lisa Alvareza-Gauma, dao kratak dokaz lokalne indeksne teoreme za operatore koji su lokalni  Dirakovi operatori; time su pokriveni mnogi korisni slučajevi.
- 1983: Teleman je dokazao da su analitički indeksi potpisnih operatora sa vrednostima u vektorskim svežnjevima topološke invarijante.[19]
- 1984: Teleman je uspostavio indeksnu teoremu na topološkim mnogostrukostima.[20]
- 1986: Kons je objavio svoju fundamentalnu publikaciju o nekomutativnoj geometriji.[21]
- 1989: Donalsonova i Salivanova su objavili studiju Jang-Milsove teorije kvazikonformalnih mnogostrukosti dimenzije 4. Oni su uveli potpini operator S definisan na diferencijalnim formama drugog stepena.[22]
- 1990: Kons i Moskovici su dokazali lokalnu indeksnu formulu u kontekstu nekomutativne geometrije.[23]
- 1994: Kons, Salivan i Teleman su dokazali indeksnu teoremu za potpisne operatore na kvazikonformalnim mnogostrukostima.[24]

## Literatura
- Atiyah, M. F. (1970), „Global Theory of Elliptic Operators”, Proc. Int. Conf. on Functional Analysis and Related Topics (Tokyo, 1969), University of Tokio, Zbl 0193.43601
- Atiyah, M. F. (1976), „Elliptic operators, discrete groups and von Neumann algebras”, Colloque "Analyse et Topologie" en l'Honneur de Henri Cartan (Orsay, 1974), Asterisque, 32–33, Soc. Math. France, Paris, стр. 43—72, MR 0420729
- Atiyah, M. F.; Segal, G. B. (1968), „The Index of Elliptic Operators: II”, Annals of Mathematics, Second Series, 87 (3): 531—545, JSTOR 1970716, doi:10.2307/1970716 This reformulates the result as a sort of Lefschetz fixed point theorem, using equivariant K-theory.
- Atiyah, Michael F.; Singer, Isadore M. (1963), „The Index of Elliptic Operators on Compact Manifolds”, Bull. Amer. Math. Soc., 69 (3): 422—433, doi:10.1090/S0002-9904-1963-10957-X An announcement of the index theorem.
- Atiyah, Michael F.; Singer, Isadore M. (1968a), „The Index of Elliptic Operators I”, Annals of Mathematics, 87 (3): 484—530, JSTOR 1970715, doi:10.2307/1970715 This gives a proof using K-theory instead of cohomology.
- Atiyah, Michael F.; Singer, Isadore M. (1968b), „The Index of Elliptic Operators III”, Annals of Mathematics, Second Series, 87 (3): 546—604, JSTOR 1970717, doi:10.2307/1970717 This paper shows how to convert from the K-theory version to a version using cohomology.
- Atiyah, Michael F.; Singer, Isadore M. (1971), „The Index of Elliptic Operators IV”, Annals of Mathematics, Second Series, 93 (1): 119—138, JSTOR 1970756, doi:10.2307/1970756 This paper studies families of elliptic operators, where the index is now an element of the K-theory of the space parametrizing the family.
- Atiyah, Michael F.; Singer, Isadore M. (1971), „The Index of Elliptic Operators V”, Annals of Mathematics, Second Series, 93 (1): 139—149, JSTOR 1970757, doi:10.2307/1970757. This studies families of real (rather than complex) elliptic operators, when one can sometimes squeeze out a little extra information.
- Atiyah, M. F.; Bott, R. (1966), „A Lefschetz Fixed Point Formula for Elliptic Differential Operators”, Bull. Am. Math. Soc., 72 (2): 245—50, doi:10.1090/S0002-9904-1966-11483-0. This states a theorem calculating the Lefschetz number of an endomorphism of an elliptic complex.
- Atiyah, M. F.; Bott, R. (1967), „A Lefschetz Fixed Point Formula for Elliptic Complexes: I”, Annals of Mathematics, Second series, 86 (2): 374—407, JSTOR 1970694, doi:10.2307/1970694 and Atiyah, M. F.; Bott, R. (1968), „A Lefschetz Fixed Point Formula for Elliptic Complexes: II. Applications”, Annals of Mathematics, Second Series, 88 (3): 451—491, JSTOR 1970721, doi:10.2307/1970721  These give the proofs and some applications of the results announced in the previous paper.
- Atiyah, M.; Bott, R.; Patodi, V. K. (1973), „On the heat equation and the index theorem”, Invent. Math., 19 (4): 279—330, Bibcode:1973InMat..19..279A, MR 0650828, doi:10.1007/BF01425417. Atiyah, M.; Bott, R.; Patodi, V. K. (1975), „Errata”, Invent. Math., 28 (3): 277—280, Bibcode:1975InMat..28..277A, MR 0650829, doi:10.1007/BF01425562
- Atiyah, Michael; Schmid, Wilfried (1977), „A geometric construction of the discrete series for semisimple Lie groups”, Invent. Math., 42: 1—62, Bibcode:1977InMat..42....1A, MR 0463358, doi:10.1007/BF01389783, Atiyah, Michael; Schmid, Wilfried (1979), „Erratum”, Invent. Math., 54 (2): 189—192, Bibcode:1979InMat..54..189A, MR 0550183, doi:10.1007/BF01408936
- Atiyah, Michael (1988a), Collected works. Vol. 3. Index theory: 1, Oxford Science Publications, New York: The Clarendon Press, Oxford University Press, ISBN 978-0-19-853277-4, MR 0951894
- Atiyah, Michael (1988b), Collected works. Vol. 4. Index theory: 2, Oxford Science Publications, New York: The Clarendon Press, Oxford University Press, ISBN 978-0-19-853278-1, MR 0951895
- Baum, P.; Fulton, W.; Macpherson, R. (1979), „Riemann-Roch for singular varieties”, Acta Mathematica, 143: 155—191, Zbl 0332.14003, doi:10.1007/BF02684299
- Berline, Nicole; Getzler, Ezra; Vergne, Michèle (1992), Heat Kernels and Dirac Operators, Berlin: Springer, ISBN 978-3-540-53340-5 This gives an elementary proof of the index theorem for the Dirac operator, using the heat equation and supersymmetry.
- Bismut, Jean-Michel (1984), „The Atiyah–Singer Theorems: A Probabilistic Approach. I. The index theorem” (PDF), J. Funct. Analysis, 57: 56—99, doi:10.1016/0022-1236(84)90101-0, Архивирано из оригинала (PDF) 06. 03. 2008. г., Приступљено 05. 02. 2021 Bismut proves the theorem for elliptic complexes using probabilistic methods, rather than heat equation methods.
- Cartan-Schwartz (1965), Séminaire Henri Cartan. Théoreme d'Atiyah-Singer sur l'indice d'un opérateur différentiel elliptique. 16 annee: 1963/64 dirigee par Henri Cartan et Laurent Schwartz. Fasc. 1; Fasc. 2. (French), Ecole Normale Superieure, Secretariat mathematique, Paris, Zbl 0149.41102
- Connes, A. (1986), „Non-commutative differential geometry”, Publications Mathematiques, 62: 257—360, Zbl 0592.46056, doi:10.1007/BF02698807
- Connes, A. (1994), Noncommutative Geometry, San Diego: Academic Press, ISBN 978-0-12-185860-5, Zbl 0818.46076
- Connes, A.; Moscovici, H. (1990), „Cyclic cohomology, the Novikov conjecture and hyperbolic groups” (PDF), Topology, 29 (3): 345—388, Zbl 0759.58047, doi:10.1016/0040-9383(90)90003-3, Архивирано из оригинала (PDF) 15. 12. 2020. г., Приступљено 16. 02. 2020
- Connes, A.; Sullivan, D.; Teleman, N. (1994), „Quasiconformal mappings, operators on Hilbert space and local formulae for characteristic classes”, Topology, 33 (4): 663—681, Zbl 0840.57013, doi:10.1016/0040-9383(94)90003-5
- Donaldson, S.K.; Sullivan, D. (1989), „Quasiconformal 4-manifolds”, Acta Mathematica, 163: 181—252, Zbl 0704.57008, doi:10.1007/BF02392736
- Gel'fand, I. M. (1960), „On elliptic equations”, Russ. Math. Surv., 15 (3): 113—123, Bibcode:1960RuMaS..15..113G, doi:10.1070/rm1960v015n03ABEH004094 reprinted in volume 1 of his collected works, p. 65–75,  0-387-13619-3. On page 120 Gel'fand suggests that the index of an elliptic operator should be expressible in terms of topological data.
- Getzler, E. (1983), „Pseudodifferential operators on supermanifolds and the Atiyah–Singer index theorem”, Commun. Math. Phys., 92 (2): 163—178, Bibcode:1983CMaPh..92..163G, doi:10.1007/BF01210843
- Getzler, E. (1988), „A short proof of the local Atiyah–Singer index theorem”, Topology, 25: 111—117, doi:10.1016/0040-9383(86)90008-X
- Gilkey, Peter B. (1994), Invariance Theory, the Heat Equation, and the Atiyah–Singer Theorem, ISBN 978-0-8493-7874-4, Архивирано из оригинала 29. 12. 2019. г., Приступљено 16. 02. 2020 Free online textbook that proves the Atiyah–Singer theorem with a heat equation approach
- Higson, Nigel; Roe, John (2000), Analytic K-homology, Oxford University Press, ISBN 9780191589201
- Hilsum, M. (1999), „Structures riemaniennes Lp et K-homologie”, Annals of Mathematics, 149 (3): 1007—1022, JSTOR 121079, arXiv:math/9905210 , doi:10.2307/121079
- Kasparov, G.G. (1972), „Topological invariance of elliptic operators, I: K-homology”, Math. USSR Izvestija (Engl. Transl.), 9 (4): 751—792, Bibcode:1975IzMat...9..751K, doi:10.1070/IM1975v009n04ABEH001497
- Kirby, R.; Siebenmann, L.C. (1969), „On the triangulation of manifolds and the Hauptvermutung”, Bull. Amer. Math. Soc., 75 (4): 742—749, doi:10.1090/S0002-9904-1969-12271-8
- Kirby, R.; Siebenmann, L.C. (1977), Foundational Essays on Topological Manifolds, Smoothings and Triangulations, Annals of Mathematics Studies in Mathematics, 88, Princeton: Princeton University Press and Tokio University Press
- Melrose, Richard B. (1993), The Atiyah–Patodi–Singer Index Theorem, Wellesley, Mass.: Peters, ISBN 978-1-56881-002-7 Free online textbook.
- Novikov, S.P. (1965), „Topological invariance of the rational Pontrjagin classes” (PDF), Doklady Akademii Nauk SSSR, 163: 298—300
- Palais, Richard S. (1965), Seminar on the Atiyah–Singer Index Theorem, Annals of Mathematics Studies, 57, S.l.: Princeton Univ Press, ISBN 978-0-691-08031-4 This describes the original proof of the theorem (Atiyah and Singer never published their original proof themselves, but only improved versions of it.)
- Shanahan, P. (1978), The Atiyah–Singer index theorem: an introduction, Lecture Notes in Mathematics, 638, Springer, CiteSeerX 10.1.1.193.9222 , ISBN 978-0-387-08660-6, doi:10.1007/BFb0068264
- Singer, I.M. (1971), „Future extensions of index theory and elliptic operators”, Prospects in Mathematics, Annals of Mathematics Studies in Mathematics, 70, стр. 171—185
- Sullivan, D. (1979), „Hyperbolic geometry and homeomorphisms”, J.C. Candrell, "Geometric Topology", Proc. Georgia Topology Conf. Athens, Georgia, 1977, New York: Academic Press, стр. 543—595, ISBN 978-0-12-158860-1, Zbl 0478.57007
- Sullivan, D.; Teleman, N. (1983), „An analytic proof of Novikov's theorem on rational Pontrjagin classes”, Publications Mathematiques, Paris, 58: 291—293, Zbl 0531.58045
- Teleman, N. (1980), „Combinatorial Hodge theory and signature operator”, Inventiones Mathematicae, 61 (3): 227—249, Bibcode:1980InMat..61..227T, doi:10.1007/BF01390066
- Teleman, N. (1983), „The index of signature operators on Lipschitz manifolds”, Publications Mathematiques, 58: 251—290, Zbl 0531.58044, doi:10.1007/BF02953772
- Teleman, N. (1984), „The index theorem on topological manifolds”, Acta Mathematica, 153: 117—152, Zbl 0547.58036, doi:10.1007/BF02392376
- Teleman, N. (1985), „Transversality and the index theorem”, Integral Equations and Operator Theory, 8 (5): 693—719, doi:10.1007/BF01201710
- Thom, R. (1956), „Les classes caractéristiques de Pontrjagin de variétés triangulées”, Symp. Int. Top. Alg. Mexico, стр. 54—67
- Witten, Edward (1982), „Supersymmetry and Morse theory”, J. Diff. Geom., 17 (4): 661—692, MR 0683171, doi:10.4310/jdg/1214437492
- Shing-Tung Yau, ур. (2009) [First published in 2005], The Founders of Index Theory (2nd изд.), Somerville, Mass.: International Press of Boston, ISBN 978-1571461377 - Personal accounts on Atiyah, Bott, Hirzebruch and Singer.

## Spoljašnje veze
- Rafe Mazzeo: The Atiyah–Singer Index Theorem: What it is and why you should care. Pdf presentation.
- Voitsekhovskii, M.I.; Shubin, M.A. (2001). „Index formulas”.  Ур.: Hazewinkel Michiel. Encyclopaedia of Mathematics. Springer.  978-1556080104.
- Antony Wassermann, Lecture notes on the Atiyah–Singer Index Theorem
- Raussen, Martin; Skau, Christian (2005), „Interview with Michael Atiyah and Isadore Singer” (PDF), Notices of AMS, стр. 223—231
- R. R. Seeley and other (1999) Recollections from the early days of index theory and pseudo-differential operators - A partial transcript of informal post–dinner conversation during a symposium held in Roskilde, Denmark, in September 1998.